# Kandegala, Piriyapatna
Kandegala là một làng thuộc tehsil Piriyapatna, huyện Mysore, bang Karnataka, Ấn Độ.